# Andrew Shovlin
Andrew Francis Shovlin, född 1 november 1973, är en brittisk ingenjör som är trackside engineering director för det tyska Formel 1-stallet Mercedes Grand Prix.
Han avlade en kandidatexamen i maskinteknik samt en teknologie doktor  i fordonsdynamik- och styrning vid University of Leeds. I november 1998 inledde Shovlin sin yrkeskarriär inom F1 när han började arbeta hos British American Racing (BAR). I senare skede flyttade han till Honda F1 och arbetade som raceingenjör till Jenson Button. År 2009 blev Honda F1 Brawn GP när Honda sålde stallet till Ross Brawn och Shovlin fortsatte med sin roll även efter ägarbytet. Han var högst delaktig när Button och Brawn GP vann förar- respektive konstruktörsmästerskapet det året. År 2010 sålde Brawn stallet till Mercedes-Benz och det blev Mercedes Grand Prix. Shovlin blev där raceingenjör först åt Michael Schumacher och sen åt Nico Rosberg under säsongen 2010. Året därpå fick han andra arbetsuppgifter och har varit bland annat chef för stallets raceingenjörer och trackside engineering director.
Han har varit delaktig till åtta vunna förarmästerskap och nio konstruktörsmästerskap.
- Förarmästerskap: 2009 (Brawn), 2014, 2015, 2016, 2017, 2018, 2019, 2020 (Mercedes)
- Konstruktörsmästerskap: 2009 (Brawn), 2014, 2015, 2016, 2017, 2018, 2019, 2020, 2021 (Mercedes)